# Stuttgart Masters
Lo Stuttgart Masters, in precedenza Stuttgart Championship Series, Essen Open e Stuttgart Super 9, noto anche come Eurocard Open per ragioni di sponsorizzazione, è stato un torneo maschile professionistico di tennis indoor che si teneva ogni anno alla Hanns-Martin-Schleyer-Halle di Stoccarda dal 1988 al 2001, a eccezione della seconda edizione del 1995 svoltasi a Essen.

## Storia
Le prime due edizioni del 1988 e 1989 sono chiamate Stuttgart Classic, tornei-esibizione in singolare a cui partecipano 8 giocatori invitati dagli organizzatori. Nel 1990 il torneo entra a far parte dell'ATP Tour, inserito nella categoria ATP Championship Series e prende il nome Stuttgart Championship Series. Nei primi anni gli incontri si svolgono sul sintetico nel mese di febbraio.
Nel 1995, oltre alla consueta edizione di febbraio a Stoccarda, si tiene in ottobre a Essen una seconda edizione indoor sul sintetico che prende il nome Essen Open ed entra però a far parte della categoria Championships Series Single Week, la categoria dei tornei più prestigiosi dopo quelli del Grande Slam e delle Finals che chiudono la stagione. Prende il posto tra i Championships Series Single Week dello Stockholm Open che viene retrocesso nelle ATP World Series.
Il torneo di Essen viene inserito in calendario al posto di quello di Anversa, che non viene disputato nel 1995 e torna in calendario l'anno dopo in febbraio. Dal 1996 si torna a giocare una sola edizione annuale, disputata sul sintetico di Stoccarda in ottobre e valevole per l'ATP Super 9. Con il ritorno a Stoccarda prende il nome Stuttgart Super 9 e, per ragioni di sponsorizzazione, Eurocard Open.
Negli anni successivi il torneo si tiene sempre a Stoccarda a fine stagione e fa parte dei Super 9. Nel 1998, la superficie sintetica della Hanns-Martin-Schleyer-Halle viene sostituita da quella in cemento. L'ultima edizione si tiene nel 2001, dopo che nel 2000 la categoria ATP Super 9 era stata ribattezzata Tennis Masters Series e il torneo aveva preso il nome Stuttgart Masters. Nel 2002 il torneo viene sostituito dal Madrid Masters.

## Albo d'oro

### Legenda
| ATP Super 9/Tennis Masters Series |
| ATP Championship Series           |
| Esibizione                        |

### Singolare
| Località  | Anno       | Campione             | Finalista           | Punteggio                        |
| --------- | ---------- | -------------------- | ------------------- | -------------------------------- |
| Stoccarda | 2001       | Tommy Haas           | Maks Mirny          | 6–2, 6–2, 6–2                    |
| Stoccarda | 2000       | Wayne Ferreira       | Lleyton Hewitt      | 7–6(6), 3–6, 6(5)–7, 7–6(2), 6–2 |
| Stoccarda | 1999       | Thomas Enqvist       | Richard Krajicek    | 6–1, 6–4, 5–7, 7–5               |
| Stoccarda | 1998       | Richard Krajicek (2) | Evgenij Kafel'nikov | 6–4, 6–3, 6–3                    |
| Stoccarda | 1997       | Petr Korda           | Richard Krajicek    | 7–6(6), 6–2, 6–4                 |
| Stoccarda | 1996       | Boris Becker (2)     | Pete Sampras        | 3–6, 6–3, 3–6, 6–3, 6–4          |
| Essen     | 1995 (Ott) | Thomas Muster        | MaliVai Washington  | 7–6(6), 2–6, 6–3, 6–4            |
| Stoccarda | 1995 (Feb) | Richard Krajicek (1) | Michael Stich       | 7–6(4), 6–3, 6(6)–7, 1–6, 6–3    |
| Stoccarda | 1994       | Stefan Edberg (2)    | Goran Ivanišević    | 4–6, 6–4, 6–2, 6–2               |
| Stoccarda | 1993       | Michael Stich        | Richard Krajicek    | 4–6, 7–5, 7–6(4), 3–6, 7–5       |
| Stoccarda | 1992       | Goran Ivanišević     | Stefan Edberg       | 6(5)–7, 6–3, 6–4, 6–4            |
| Stoccarda | 1991       | Stefan Edberg (1)    | Jonas Svensson      | 6–2, 3–6, 7–5, 6–2               |
| Stoccarda | 1990       | Boris Becker (1)     | Ivan Lendl          | 6–2, 6–2                         |
| Stoccarda | 1989       | Ivan Lendl           | Miloslav Mečíř      | 6–3, 4–6, 4–6, 6–1, 6–4          |
| Stoccarda | 1988       | Miloslav Mečíř       | Andrés Gómez        | 6–3, 6–2                         |

### Doppio
| Località  | Anno       | Campioni                              | Finalisti                         | Punteggio           |
| --------- | ---------- | ------------------------------------- | --------------------------------- | ------------------- |
| Stoccarda | 2001       | Maks Mirny Sandon Stolle              | Ellis Ferreira Jeff Tarango       | 7–6(0), 7–6(4)      |
| Stoccarda | 2000       | Jiří Novák David Rikl                 | Donald Johnson Piet Norval        | 3–6, 6–3, 6–4       |
| Stoccarda | 1999       | Byron Black Jonas Björkman            | David Adams John-Laffnie de Jager | 6(6)–7, 7–6(2), 6–0 |
| Stoccarda | 1998       | Sébastien Lareau (2) Alex O'Brien (2) | Mahesh Bhupathi Leander Paes      | 6–3, 3–6, 7–5       |
| Stoccarda | 1997       | Mark Woodforde Todd Woodbridge        | Rick Leach Jonathan Stark         | 6–3, 6–3            |
| Stoccarda | 1996       | Sébastien Lareau (1) Alex O'Brien (1) | Jacco Eltingh Paul Haarhuis       | 3–6, 6–4, 6–3       |
| Essen     | 1995 (Ott) | Jacco Eltingh Paul Haarhuis           | Cyril Suk Daniel Vacek            | 6–2, 6–2            |
| Stoccarda | 1995 (Feb) | Grant Connell Patrick Galbraith       | Cyril Suk Daniel Vacek            | 7–5, 6–4            |
| Stoccarda | 1994       | David Adams Andrej Ol'chovskij        | Grant Connell Patrick Galbraith   | 6–7, 6–4, 7–6       |
| Stoccarda | 1993       | Mark Kratzmann Wally Masur            | Steve DeVries David Macpherson    | 6–3, 7–6            |
| Stoccarda | 1992       | Tom Nijssen Cyril Suk                 | John Fitzgerald Anders Järryd     | 6–3, 6–7, 6–3       |
| Stoccarda | 1991       | Sergio Casal Emilio Sánchez           | Jeremy Bates Nick Brown           | 6–3, 7–5            |
| Stoccarda | 1990       | Guy Forget Jakob Hlasek               | Michael Mortensen Tom Nijssen     | 6–3, 6–2            |